# Takayama Tatsuo
Takayama Tatsuo (japanisch 高山 辰雄; geb. 26. Juni 1912 in Ōita; gest. 14. September 2007) war ein japanischer Maler der Nihonga-Richtung während der Shōwa-Zeit.

## Leben und Werk
Takayama Tatsuo wurde in Ōita geboren. Er besuchte ab 1931 die Kunsthochschule Tokio (東京美術学校, Tōkyō bijutsu gakkō), die Vorläufereinrichtung der Geidai, wo er unter Matsuoka Eikyū (1881–1938) studierte. Bereits während des Studiums wurde er für ein Bild auf der 15. Teiten ausgezeichnet. Sein Name wurde nun zusammen mit anderen vielversprechenden jungen Künstlern wie Yamamoto Kyūjin, Sugiyama Yasushi und Hashimoto Meiji genannt. Nach dem Abschluss seiner Ausbildung nahm Takayama nur selten an der Shin Bunten-Ausstellung teil, sondern widmete seine Zeit Arbeiten im Sinne der „Rusō Gasha“ (瑠爽画社), einer Vereinigung, die 1935 von Yamamoto, Sugiyama, Urata Masuo und anderen gegründet worden war. Nachdem diese Gruppe sich 1941 aufgelöst hatte, schloss sich Takayama der Gruppe „Issai-sha“ (一采社) – „Eine Farbe-Gesellschaft“ – an, eine Gründung von Urata, Nojima Seiji und anderen, und setzte sich mit ganzer Kraft für sie ein.
Nach dem Weltkrieg zeigte Takayama seine Bilder auf der Nitten, wobei seine Bilder ab 1946 zunehmend Aufmerksamkeit erregten. Danach begann er, Bilder mit sehr dickem Farbauftrag zu gestalten, was dann Issai-Stil genannt wurde. Diese Bilder erinnern ein wenig an die Postimpressionisten, etwa an Gaugin. – 1960 erhielt Takayama den Preis der Japanischen Akademie der Künste, 1965 den Förderpreis des Kultusministers (芸術選奨文部大臣賞, Geijutsu senshō Mombudaijin shō) und 1972 wurde er Mitglied der Akademie der Künste. 1979 wurde er als Person mit besonderen kulturellen Verdiensten geehrt und 1982 mit dem Kulturorden ausgezeichnet.
Zu Takayamas repräsentativen Werken gehören „Himmelsgewölbe“ (穹, Kyū; 1964) im Nationalmuseum für moderne Kunst Tokio und „Innenraum“ (室内, Shitsunai; 1952) im Besitz des Künstlers. 1981 gestaltete er eine Serie von zehn Schwarzweiß-Lithografien unter dem Titel „Unbegrenztes Ōita – zehn Ansichten“ (限りなき大分 その十景. Kagirinaki Ōita, sono jikkei).
Seit 1983 wird anlässlich Takayamas Auszeichnung mit dem Kulturorden im Jahr zuvor die jährliche „Kunstausstellung von Jugendlichen der Präfektur Ōita zum Andenken an Takayama Tatsuo“ (高山辰雄賞ジュニア県美展, Takayama Tatsuo Shō Junia Kembiten) durchgeführt.